# Прхиње (Бреза)
Прхиње је насељено мјесто у Босни и Херцеговини у општини Бреза које административно припада Федерацији Босне и Херцеговине. Према попису становништва из 1991. у насељу је живјело 156 становника.

## Становништво
| Националност       | 1991.        |
| Муслимани          | 155 (99,36%) |
| Срби               | 0            |
| Хрвати             | 0            |
| Југословени        | 1 (00,64%)   |
| остали и непознато | 0            |
| Укупно             | 156          |